# Jonjoca
Jonjoca (Rio de Janeiro, 1911 - Rio de Janeiro, 2006) est un chanteur et compositeur brésilien.

## Biographie

### Jeunesse
João de Freitas Ferreira naît d'un père portugais le 19 septembre 1911 dans le quartier Botafogo de Rio de Janeiro.
Dès l'école primaire, il forme un ensemble avec deux guitaristes, dont l'un est le frère du chanteur Jorge Fernandes (d).

### Carrière
« Jonjoca » commence sa carrière artistique à l'âge de 18 ans : il se rend à la maison de disques Odeon et la convainc d'enregistrer son premier disque comme chanteur. Sorti en 1930, il inclut les sambas Não te dê perdão, d'Ismael Silva, et Não fui eu, de Caninha. La même année, il enregistre deux autres disques pour Parlophone avec notamment la marche Segura ele, de Zé Carioca (pt), la samba Sem um adeus, de Henrique Brito et Gomes Jr. et la samba-canção Fugiu, fugiu !, d'Ary Barroso.
À la même époque, il rencontre le chanteur Castro Barbosa et forme un duo, Jonjoca e Castro Barbosa, qui enregistre de nombreux succès. Ensemble chez Victor, ils essaient de concurrencer le duo Francisco Alves et Mário Reis de chez Odeon, Jonjoca ayant une voix proche du premier et Castro Barbosa du second. En 1931, Jonjoca compose les sambas Sinto falta de você, A cana está dura et surtout Abandonado !, que le duo enregistre chez Victor.
À la suite d'une rencontre fortuite dans le quartier carioca de Cinelândia (pt), Lamartine Babo et les frères Valença (pt) composent un futur classique de la musique populaire brésilienne, O teu cabelo não nega, qu'ils proposent d'enregistrer au duo. Quelques jours plus tard, alors que le duo est sur le point d'enregistrer Bandonô, dont Jonjoca est l'auteur, ce dernier a l'idée d'enregistrer ces deux chansons individuellement : désignées au hasard, O teu cabelo não nega est enregistrée par Castro Barbosa et Bandonô par Jonjoca ; c'est finalement la première qui aura un très grand succès, même si Bandonô est un succès en 1932. Après la mort de Nílton Bastos en 1931, Ismael Silva, Francisco Alves et Noel Rosa composent la samba Adeus, que Jonjoca et Castro Barbosa enregistrent l'année suivante. Au total, le duo enregistre 11 disques et publie 22 chansons.
Parallèlement, les chanteurs développent leur carrière solo. Après avoir enregistré en 1934 la marche Viram meu amor por aí ?, Jonjoca interrompt sa carrière et reprend ses activités en 1937 en tant qu'annonceur pour Rádio Mayrink Veiga, puis Rádio Nacional et enfin Rádio Clube, où il travaille comme annonceur, présentateur et producteur de programmes jusqu'en 1953.

### Dernières années
À partir de 1955, il se retire progressivement de la radio et n'apparaît plus que rarement par la suite jusqu'en 2002.
João de Freitas Ferreira meurt le 19 juin 2006 à Rio de Janeiro.